# Wtórne kwasy żółciowe

Kwas litocholowy

Wtórne kwasy żółciowe – kwasy żółciowe produkowane w jelicie cienkim z pierwotnych kwasów żółciowych przez zagnieżdżone tam bakterie poprzez odszczepienie glicyny i tauryny oraz grupy OH.
Do wtórnych kwasów żółciowych należą kwas deoksycholowy, litocholowy, ursodeoksycholowy i monohydroksylowy.
Wtórne kwasy żółciowe biorą następnie udział w procesie trawienia i w procesie krążenia jelitowo-wątrobowego są wchłaniane w jelicie krętym i kierowane do wątroby. Straty w procesie zwrotnego wchłaniania sięgają 2%, a ubytki ilości kwasów żółciowych są odtwarzane w syntezie pierwotnych kwasów żółciowych w wątrobie z cholesterolu.
Wtórne kwasy żółciowe, takie jak kwas litocholowy (LCA) i dezoksycholowy (DCA) mogą mieć właściwości mutagenne.